# Karl Gorinšek
Karl Gorinšek (Poljčane, Slovenska Bistrica, 3. prosinca 1943. – [?], 29. srpnja 2022.), bio je hrvatski političar, politolog i vojni zapovjednik.

## Životopis
Rodio se u Sloveniji. Završio je Visoku političku školu u Beogradu i Ratnu školu JNA. U Domovinskom ratu general HV. 26. rujna 1991. godine postao je zapovjednik Operativne zone (ZP) Osijek. Planirao i izveo akciju upada u Baranju Operacija Baranja.
Zastupnik 4. saziva Hrvatskoga sabora od 14. srpnja 2003. do 22. prosinca 2003. godine. U Sabor je ušao jer je mijenjao zastupnika Vladu Gotovca. Izabran na listi Hrvatske seljačke stranke, Liberalne stranke, Hrvatske narodne stranke i Akcije socijaldemokrata Hrvatske u I. izbornoj jedinici. Član Liberalne stranke i Kluba zastupnika Liberalne stranke.
Godine 1996. dobio je Časni znak slobode Republike Slovenije za iznimne zasluge pri obrani slobode Republike Slovenije.